# Romanów (powiat łódzki wschodni)
Romanów – wieś sołecka w Polsce, w województwie łódzkim, w powiecie łódzkim wschodnim, w gminie Rzgów.
W latach 1975–1998 miejscowość należała administracyjnie do ówczesnego województwa łódzkiego.